# Lago Fagnano
Lago Fagnano är en sjö i Argentina, på gränsen till Chile. Den ligger i den södra delen av landet, 2 300 km söder om huvudstaden Buenos Aires. Lago Fagnano ligger 242 meter över havet.
I omgivningarna runt Lago Fagnano växer i huvudsak lövfällande lövskog. Runt Lago Fagnano är det mycket glesbefolkat, med 6 invånare per kvadratkilometer.